# Syscia setosa
Syscia setosa (лат.) — вид муравьёв рода Syscia из подсемейства Dorylinae (Formicidae). 

## Распространение
Встречаются в Центральной Америке: Мексика (от Tamaulipas до Chiapas).

## Описание
Мелкие муравьи тёмно-коричневого цвета (длина около 3 мм). Ширина головы рабочих 0,55—0,62 мм, длина головы 0,67—0,73 мм. Отличаются следующими признаками: субпетиолярный отросток заметный, задний край выпуклый, но не образующий зубца; абдоминальный сегмент AIII сверху субквадратный, бока выпуклые; AIV сверху субквадратный, со слабо выпуклыми, почти параллельными сторонами; у AIII и AIV дорсальный профиль выпуклый; отстоящие волоски длинные. Стебелёк двухчлениковый, но явные перетяжки между следующими абдоминальными сегментами отсутствуют. Проното-мезоплевральный шов развит. Оцеллии отсутствуют, сложные глаза редуцированные. Нижнечелюстные щупики рабочих 2-члениковые, нижнегубные щупики состоят из 2 сегментов. Средние и задние голени с одной гребенчатой шпорой. Обнаружены в подстилочном лесном слое. Вид был впервые описан в 2021 году американским мирмекологом Джоном Лонгино и немецким энтомологом Майклом Бранстеттером.